# Shun (Kaiser)

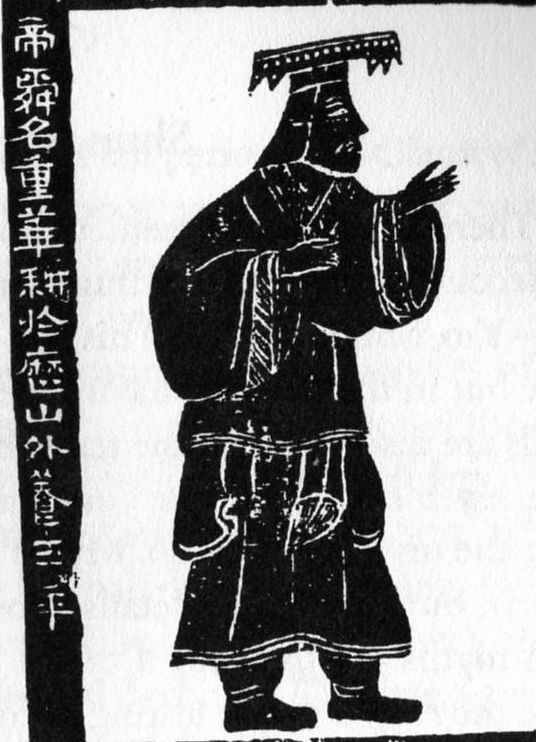
Kaiser Shun

Kaiser Shun (chinesisch 舜, Pinyin Shùn; der Legende nach:* ? v. Chr.; † 2240 v. Chr.) war einer der mythischen Urkaiser der chinesischen Kultur. Geboren als Yao Chonghua (姚重華), war er auch als Youyu-shi (有虞氏), Großer Shun (大舜) und Yu Shun (虞舜) bekannt. Konfuzius galt er als Muster für Rechtschaffenheit und Tugend. Er wird von einigen Quellen als einer der Drei Herrscher und der letzte der Fünf Kaiser angesehen. Die Überlieferung besagt, dass er irgendwann zwischen 2294 und 2184 v. Chr. lebte. Die Überlieferung besagt auch, dass diejenigen mit dem Nachnamen Chen (陈) Nachkommen des Kaisers Shun sind. Der Herzog Hu von Chen, ein Nachkomme von Shun, wurde der Gründer des Staates Chen. Spätere Kaiser der Chen-Dynastie wie Chen Baxian behaupten auch die Abstammung von Shun.

## Namen
Shuns Clan-Name (姓) ist Yao (姚), sein Abstammungsname (氏) ist Youyu (有虞). Sein Vorname war Chonghua (重華). Shun wird manchmal als der Große Shun (大舜) oder als Yu Shun oder Shun von Yu (虞舜) bezeichnet, wobei „Yu“ der Name seines Lehens ist, das er von Yao erhielt.

## Leben des Shun
Den traditionellen Quellen zufolge erhielt Shun im Alter von 53 Jahren den Mantel der Führung von Kaiser Yao und starb dann im Alter von 100 Jahren. Vor seinem Tod wird berichtet, dass Shun seinen Herrschaftssitz an Yu (禹), den Gründer der Xia-Dynastie, abtrat. Shuns Hauptstadt befand sich in Puban (蒲阪), das heute in Shanxi liegt.
Unter Kaiser Yao wurde Shun nacheinander zum Instruktionsminister, Generalregulator und Chef der Vier Berge ernannt und brachte innerhalb von drei Jahren alle Angelegenheiten in geordnete Bahnen. Yao war so beeindruckt, dass er Shun als seinen Thronfolger ernannte. Shun wollte zugunsten eines tugendhafteren Kandidaten ablehnen, übernahm aber schließlich Yaos Aufgaben. Es hieß, dass „diejenigen, die einen Rechtsstreit zu führen hatten, nicht zu Danzhu, sondern zu Shun gingen.“ Danzhu war der Sohn von Yao.
Nachdem er den Thron bestiegen hatte, brachte Shun dem Gott Shang Di (上帝), sowie den Hügeln, Flüssen und der Geisterschar (神) Opfer dar. Dann bereiste er den östlichen, den südlichen, den westlichen und den nördlichen Teil des Landes; an jedem Ort brachte er dem Himmel auf jedem der vier Gipfel (Berg Tai, Berg Huang, Berg Hua und Berg Heng) Brandopfer dar, opferte den Hügeln und Flüssen, legte die Jahreszeiten, Monate und Tage fest, etablierte einheitliche Längen- und Kapazitätsmaße und verschärfte die zeremoniellen Gesetze.
Shun teilte das Land in zwölf Provinzen auf, errichtete Altäre auf zwölf Hügeln und vertiefte die Flüsse. Shun kümmerte sich um die vier Gefahren: er verbannte Gonggong in die Präfektur You, sperrte Huan-dou (驩兜) auf dem Berg Chong (宗山) ein, ließ Gun auf dem Federberg (羽) hinrichten oder bis zu seinem Tod gefangen halten und vertrieb die San-Miao in San-Wei. Guns Sohn Yu (禹) wurde daraufhin zum Arbeitsminister (共工) ernannt, um das Wasser und das Land zu regieren. Später ernannte Shun Yu zum Generalregulator (Premierminister). Yu wollte zugunsten des Landwirtschaftsministers Xie(契) oder Gao Yao ablehnen, akzeptierte aber schließlich auf Drängen von Shun. Shun ernannte dann Chui(垂) zum neuen Minister für Arbeit(共工). Shun ernannte auch Yi als Minister für Tierhaltung, um die Tiere und Bäume des Landes zu regieren, Bo-yi als Priester des Ahnentempels, um religiöse Zeremonien durchzuführen, Hui als Direktor der Musik, Long als Minister für Kommunikation, um Täuschungen und falschen Berichten entgegenzuwirken.
Laut dem Kanon von Shun begann Shun im Alter von 30 Jahren zu regieren, regierte 30 Jahre lang mit Yao und regierte weitere 50 Jahre nach Yaos Abdankung. Danach starb Shun. Die Bambus-Annalen besagen, dass Yao Shun drei Jahre vor seiner Thronabdankung zu seinem Erben wählte. Beide Quellen stimmen darin überein, dass Yao nach seiner Abdankung weitere 28 Jahre im Ruhestand während Shuns Herrschaft lebte.
In späteren Jahrhunderten wurden Yao und Shun von konfuzianischen Philosophen für ihre Tugendhaftigkeit verherrlicht. Shun war besonders für seine Bescheidenheit und kindliche Pietät (xiao 孝) bekannt.

## Legenden
Sima Qian behauptete in den Annalen der Fünf Kaiser (五帝本紀), dass Shun vom Gelben Kaiser über dessen Enkel Kaiser Zhuanxu abstammt. Die Bambus-Annalen (048) verzeichneten den Namen von Shuns Mutter als Wodeng (握登), und Shuns Geburtsort als Yaoxu (姚墟). Wodeng starb, als Shun noch sehr jung war. Shuns blinder Vater Gusou (瞽叟, wörtlich: „blinder Ältester“; durch semantische Erweiterung „alter Narr“) heiratete bald nach dem Tod von Shuns Mutter erneut. Shuns Stiefmutter gebar dann Shuns Halbbruder Xiang (象) und eine Halbschwester (Liènǚ Zhuàn, Kap. 1). Shuns Stiefmutter und sein Halbbruder behandelten Shun schrecklich, zwangen ihn oft, die ganze harte Arbeit in der Familie zu machen und gaben ihm nur das schlechteste Essen und Kleidung. Shuns Vater, der blind und alt war, wusste oft nichts von Shuns guten Taten und gab immer Shun die Schuld für alles. Doch trotz dieser Umstände beschwerte sich Shun nie und behandelte seinen Vater, seine Stiefmutter und seinen Halbbruder immer mit Freundlichkeit und Respekt.
Als er kaum erwachsen war, warf ihn seine Stiefmutter aus dem Haus. Shun war gezwungen, auf sich allein gestellt zu leben. Doch aufgrund seines mitfühlenden Wesens und seiner natürlichen Führungsqualitäten folgten ihm die Menschen überall hin, und er konnte die Menschen dazu bringen, freundlich zueinander zu sein und das Beste zu tun, was sie konnten. Als Shun zum ersten Mal in ein Dorf ging, das Töpferwaren herstellte, wurden die Töpferwaren nach weniger als einem Jahr schöner, als sie jemals gewesen waren. Als Shun in ein Fischerdorf ging, stritten sich die Menschen dort zunächst untereinander um die Fischgründe, und viele Menschen wurden bei den Kämpfen verletzt oder getötet. Shun lehrte sie, wie man die Fischereiressourcen teilt und aufteilt, und bald blühte das Dorf auf und alle Feindseligkeiten hörten auf.
Als Kaiser Yao alt wurde, war er betrübt über die Tatsache, dass seine neun Söhne alle nutzlos waren und nur wussten, wie sie ihre Tage mit Wein und Gesang verbringen konnten. Yao bat seine Verwalter, die Vier Berge, um einen geeigneten Nachfolger vorzuschlagen. Da hörte Yao von den Erzählungen Shuns. Der weise Yao wollte den Erzählungen über Shun nicht einfach Glauben schenken und so beschloss er, Shun zu testen. Yao gab Shun einen Bezirk zum Regieren und verheiratete seine beiden Töchter mit ihm, mit einer kleinen Mitgift aus einem neuen Haus und etwas Geld.
Obwohl er ein Amt und Geld erhielt, lebte Shun immer noch bescheiden. Er arbeitete weiterhin jeden Tag auf den Feldern. Shun schaffte es sogar, seine beiden Bräute, die beiden Prinzessinnen, Yaos Töchter, namens Ehuang und Nüying, die an ein gutes Leben gewöhnt waren, davon zu überzeugen, bescheiden zu leben und mit den Menschen zu arbeiten. Shuns Stiefmutter und sein Halbbruder wurden jedoch extrem eifersüchtig und verschworen sich, Shun zu töten. Einmal zündete Shuns Halbbruder Xiang eine Scheune an und überredete Shun, auf das Dach zu klettern, um das Feuer zu löschen, aber dann nahm Xiang die Leiter weg und hielt Shun auf dem brennenden Dach gefangen. Shun bastelte geschickt einen Fallschirm aus seinem Hut und einem Tuch und sprang in Sicherheit herunter. Ein anderes Mal verschworen sich Xiang und seine Mutter, Shun betrunken zu machen und ihn dann in einen ausgetrockneten Brunnen zu werfen und ihn dann mit Steinen und Erde zu begraben. Shuns Halbschwester, die die Pläne ihrer Mutter und ihres Bruders nie guthieß, erzählte Shuns Frauen von dem Plan. So bereitete sich Shun vor. Shun gab vor, sich zu betrinken, und als er in den Brunnen geworfen wurde, hatte er bereits einen Tunnel gegraben, um an die Oberfläche zu entkommen. So überlebte Shun viele Anschläge auf sein Leben. Dennoch gab er nie seiner Stiefmutter oder seinem Halbbruder die Schuld und vergab ihnen jedes Mal.
Schließlich bereuten Shuns Stiefmutter und sein Halbbruder ihr vergangenes Unrecht. Shun vergab beiden von ganzem Herzen und half Xiang sogar, ein Amt zu bekommen. Shun schaffte es auch, die neun wertlosen Söhne von Kaiser Yao zu beeinflussen, damit sie nützliche Mitglieder der Gesellschaft wurden.
Kaiser Yao war sehr beeindruckt von all den Errungenschaften Shuns, und so wählte er Shun als seinen Nachfolger und setzte ihn im Jahr Jiwei (己未) auf den Thron. Yaos Hauptstadt war in Ji (冀), das in der heutigen Zeit ebenfalls in der Provinz Shanxi liegt.
Shun ist auch bekannt als der Urheber der Musik namens Dashao (大韶), einer Symphonie aus neun chinesischen Musikinstrumenten.
Im letzten Jahr von Shuns Herrschaft beschloss Shun, das Land zu bereisen. Doch leider starb er auf der Reise in der Nähe des Xiang-Flusses plötzlich an einer Krankheit. Seine beiden Ehefrauen eilten von zu Hause zu seinem Leichnam und weinten tagelang am Fluss. Ihre Tränen verwandelten sich in Blut und befleckten das Schilf am Fluss. Von diesem Tag an wurde der Bambus in dieser Region rot gefleckt, was den Ursprung des gefleckten Bambus erklärt. Dann stürzten sich beide Frauen vor Kummer in den Fluss und ertranken.
Shun betrachtete seinen Sohn Shangjun (商均) als unwürdig und wählte Yu, den Bändiger der Fluten, als seinen Erben.
Siehe auch: Chinesische Mythologie

## Ereignisse aus der Regierungszeit von Shun
Im 3. Jahr seiner Herrschaft befahl er Jiutao (咎陶), Strafen für verschiedene Verbrecher festzulegen.
Im 9. Jahr seiner Herrschaft kam die Königinmutter des Westens zur Verehrung nach China und brachte weiße Jaderinge und Jue (玦) als Geschenke mit.
Im 14. Jahr seiner Herrschaft wurde Yu von Xia ernannt, um Katastrophen zu verwalten, die durch Überschwemmungen und Winde verursacht wurden.
Im 15. Jahr seiner Herrschaft ernannte er Houshi (后氏) zum Bau des Palastes.
Im Februar des 17. Jahres wurde das Tanzen erstmals an Schulen gelehrt.
Im 25. Jahr seiner Herrschaft kam ein Abgesandter des Xishen (息慎)-Stammes und brachte als Geschenke Pfeil und Bogen.
Im 29. Jahr befahl er Ziyi (子义), als Herzog in Shang zu dienen.
Im 30. Jahr seiner Herrschaft starb seine Frau Mang (盲) und wurde mit einem für sie errichteten Grabmal in Wei (渭) geehrt.
Im 32. Jahr seiner Herrschaft übertrug er die militärische Macht an Yu von Xia.
Im Januar des 33. Jahres seiner Herrschaft belohnte er Yu von Xia für seine Leistung bei der Bewältigung der Überschwemmungen, in deren Folge neun Provinzen in China wiederhergestellt wurden.
Im 35. Jahr seiner Herrschaft befahl er Yu von Xia, Truppen nach Youmiao (有苗) zu schicken. Nachdem Yu den Sieg errungen hatte, schickte Youmiao einen Gesandten mit der Bitte, sich China anzuschließen.
Im 36. Jahr seiner Herrschaft befahl er, die Große Mauer (aus Shuns Zeit, nicht die heutige Chinesische Mauer) abzureißen.
Im 42. Jahr seiner Herrschaft kam das Volk der Xuandu (玄都), um ihn zu verehren und brachte wertvolle Jade als Geschenk mit.
Der Winter im 47. Jahr seiner Herrschaft war sehr warm und das Gras starb nicht ab.
Im 49. Jahr seiner Herrschaft zog er nach Mingtiao (鸣条), einem Ort, der später Haizhou (海州) genannt wurde, während der Zeit der Streitenden Staaten. Sein Tod kam im folgenden Jahr, nach einer Herrschaft, die als fünfzig Jahre andauernd beschrieben wird.

## Nachkommen
Der Überlieferung nach sind die Chen Nachkommen des Kaisers Shun. Gui Man, ein Nachkomme von Shun, wurde zu Chen Hugong, dem Gründer des Staates Chen. Spätere Kaiser der Chen-Dynastie wie Chen Baxian beanspruchten ebenfalls die Abstammung von Shun.
Hồ Quý Ly, der Stammvater der Hồ-Dynastie, beanspruchte später die Abstammung von Herzog Hu von Chen 陳胡公 (Hồ ist die chinesisch-vietnamesische Aussprache von 胡 Hú) und damit indirekt die Abstammung von Shun. Die chinesische Provinz Zhejiang war um 940 der Ursprung der chinesischen Hồ/Hú-Familie.
Tian (田) und Yuan (袁) beanspruchen ebenfalls die Abstammung vom Stamm der Chen.